# Ледженд-Лейк (Вісконсин)
Ледженд-Лейк (англ. Legend Lake) — переписна місцевість (CDP) в США, в окрузі Меноміні штату Вісконсин. Населення — 1670 осіб (2020).

## Географія
Ледженд-Лейк розташований за координатами 44°53′42″ пн. ш. 88°32′35″ зх. д. / 44.89500° пн. ш. 88.54306° зх. д. (44.895116, -88.543082).  За даними Бюро перепису населення США в 2010 році переписна місцевість мала площу 53,03 км², з яких 43,57 км² — суходіл та 9,46 км² — водойми.

## Демографія
Згідно з переписом 2010 року, у переписній місцевості мешкало 1525 осіб у 521 домогосподарстві у складі 400 родин. Густота населення становила 29 осіб/км².  Було 1408 помешкань (27/км²).
Расовий склад населення:
| - 72,5 % — корінних американців - 25,0 % — білих - 0,9 % — чорних або афроамериканців |

До двох чи більше рас належало 1,3 %. Частка іспаномовних становила 2,8 % від усіх жителів.
За віковим діапазоном населення розподілялося таким чином: 27,2 % — особи молодші 18 років, 56,5 % — особи у віці 18—64 років, 16,3 % — особи у віці 65 років та старші. Медіана віку мешканця становила 41,0 року. На 100 осіб жіночої статі у переписній місцевості припадало 97,0 чоловіків;  на 100 жінок у віці від 18 років та старших — 95,1 чоловіків також старших 18 років.
Середній дохід на одне домашнє господарство  становив 56 533 долари США (медіана — 45 882), а середній дохід на одну сім'ю — 63 788 доларів (медіана — 48 250). За межею бідності перебувало 15,6 % осіб, у тому числі 18,1 % дітей у віці до 18 років та 6,2 % осіб у віці 65 років та старших.
Цивільне працевлаштоване населення становило 437 осіб. Основні галузі зайнятості: освіта, охорона здоров'я та соціальна допомога — 26,5 %, публічна адміністрація — 16,0 %, мистецтво, розваги та відпочинок — 16,0 %.